# Bracon tschitscherini
Bracon tschitscherini är en stekelart som beskrevs av Kokujev 1904. Bracon tschitscherini ingår i släktet Bracon och familjen bracksteklar. Inga underarter finns listade.